# Ill Niño
Ill Niño е хевиметъл група в щата Ню Джърси, САЩ.
Основана е в края на 1990-те години в Ню Джърси. Групата се самоопределя като „латино метъл“. Има седем албума, две EP-та и една компилация, с продадени 1,3 млн. албума по целия свят.

## История
Групата е основана през 1998 г. от барабаниста Дейв Чавари отначало под името El Niño. Първият състав тогава е Дейв Чавари (барабани), Лазаро Пина (бас), Жардел Пайсанте (китара) и Жорже Росадо (вокали). През 1999 г. групата записва 4 демо песни и привлича вниманието на Roadrunner Records. Дебютният им албум Revolution Revolución излиза през 2001 г. Ill Niño тръгва на турне из САЩ и участва на фестивала Ozzfest 2002.
През 2003 г. е издаден втория албум Confession. Както предходния, и тук стила е смесица между алтернативен метъл и латино. Песента от него How Can I Live влиза в саундтрака на хорър филма Фреди срещу Джейсън. One Nation Underground е издаден през 2005 г., но продажбите са слаби и групата се разделя с Roadrunner Records.
През 2006 г. е издаден мини албума The Undercover Sessions, който включва кавъри на Faith No More, Nirvana и Питър Гейбриъл. Едноименният албум Ill Niño е записан през 2007 г., но излиза през март 2008 г. и заема #145 в класацията на Billboard 200. Албума е подкрепен с концерти в Европа, Северна и Южна Америка. В началото на 2009 г. бандата се разделя с Cement Shoes Records. През март 2010 г. подписват с Victory Records, а през октомври излиза и новия албум Dead New World. В началото на 2011 г. групата заминава на турне в САЩ и Австралия.
През февруари 2012 г. групата записва шести албум. Неговото име е Epidemia. Седмият албум на групата, Till Death, La Familia излиза на 22 юли 2014 г.

## Състав
| Сегашни членове - Кристиан Мачадо – вокали (1999– ), бас (1998–1999) - Дейв Чавари – барабани (1998– ) - Лазаро Пина – бас (1999– ) - Ару Лъстър – китара (2003– ) - Диего Вердуско – китара (2006– ) - Оскар Сантяго – ударни (2013– ) |  | Предишни членове - Даниел Гомес – китара (1998) - Жорже Росадо – вокали (1998–1999) - Марк Ризо – китара (1998–2003) - Жардел Пайсанте – китара (1999–2006) - Роджър Васкес – ударни (1999–2003) - Даниел Куто – ударни (2003–2013) |

## Дискография
| - Revolution Revolución (2001) - Confession (2003) - One Nation Underground (2005) - Enigma (2008) - Dead New World (2010) - Epidemia (2012) - Till Death, La Familia (2014) - El Niño (1999) - Ill Niño EP (2000) - The Undercover Sessions (2006) - The Best of Ill Niño (2006) - Live from the Eye of the Storm (2004) | - God Save Us (2001) - What Comes Around (2001) - Unreal (2001) - How Can I Live (2003) - This Time's for Real (2004) - Cleansing (2005) - What You Deserve (2005) - This Is War (2006) - Arrastra (2006) - The Alibi of Tyrants (2007) - Me Gusta la Soledad (2008) - Against the Wall (2010) - The Depression (2012) - Forgive Me Father (2013) - Live Like There's No Tomorrow (2014) |

## Ill Niño в България
- 23 юни 2007 – София[5]